# Маттината
Маттината (итал. Mattinata) — коммуна в Италии, располагается в регионе Апулия, в провинции Фоджа.
Население составляет 6540 человек (2008 г.), плотность населения составляет 90 чел./км². Занимает площадь 73 км². Почтовый индекс — 71030. Телефонный код — 0884.
Покровительницей коммуны почитается Пресвятая Богородица (Santa Maria della Luce), празднование 15 сентября.

## Демография
Динамика населения:

## Администрация коммуны
- Официальный сайт: http://www.comune.mattinata.fg.it/